# Ueda Kazutoshi

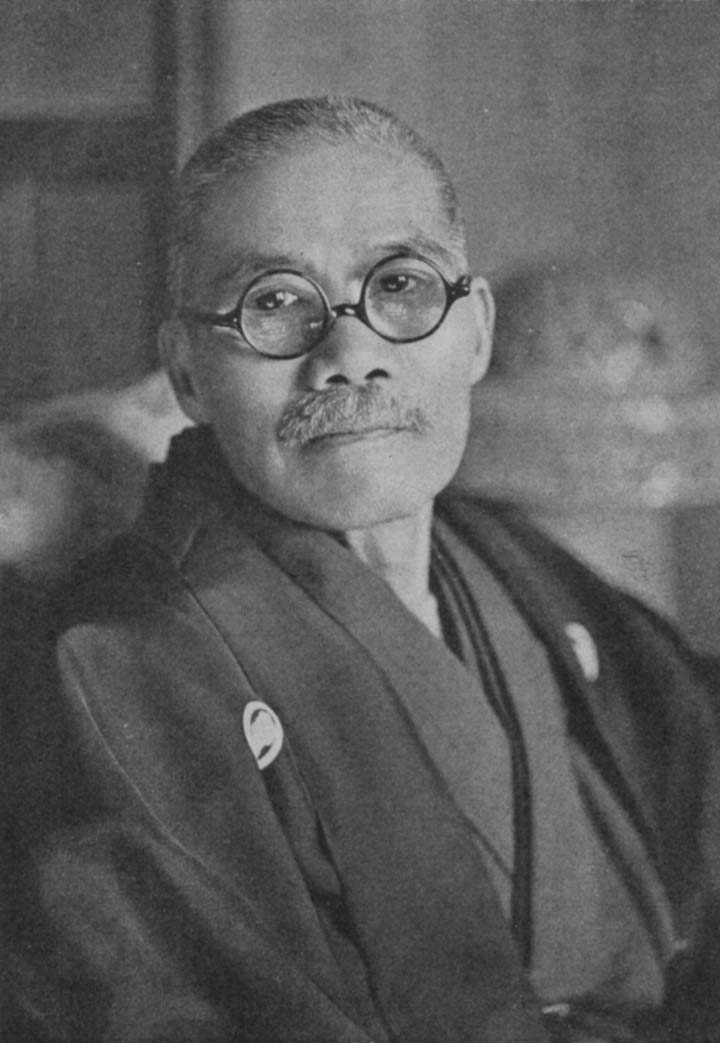
Ueda Kazutoshi, 1937

Ueda Kazutoshi (japanisch 上田 萬年; * 11. Februar 1867 in Edo; † 26. Oktober 1937) war ein japanischer Sprachwissenschaftler und erster Ordinarius der neu gegründeten literatur- und sprachwissenschaftlichen Fakultät der Kaiserlichen Universität Tokio. Er studierte in Leipzig und Berlin bei Herrmann Paul Sprachwissenschaft. Nach seiner Rückkehr nach Japan beeinflusste er die Reformbewegung zur „Vereinheitlichung von Umgangs- und Schriftsprache“ (Gembun-Itchi) durch die von ihm angeregte Einrichtung einer „Kommission zur Untersuchung der Landessprache“ (国語調査委員会, kokugo chōsa iinkai). Er war der Vater der Schriftstellerin Enchi Fumiko. Zu seinen Schülern zählten der Linguist und Essayist Shinmura Izuru (1876–1967), sowie die Linguisten Hashimoto Shinkichi (1882–1945), Kindaichi Kyōsuke (1882–1971) und Kameda Jirō (1876–1944).

## Leben
Ueda schloss sein Studium an der literaturwissenschaftlichen Fakultät der Kaiserlichen Universität Tokio 1888 ab. Während seines Studiums hatte er bei Basil Hall Chamberlain Vorlesungen zur Philologie gehört. Von 1890 an studierte Ueda in Leipzig und Berlin. In seiner Zeit in Deutschland hörte er Vorlesungen bei Georg von der Gabelentz und machte die Bekanntschaft der Junggrammatiker Karl Brugmann, Eduard Sievers und auch die Wilhelm Wundts. Nach einem kurzen Aufenthalt in Paris kehrte er 1894 nach Japan zurück. Er erhielt einen Lehrstuhl für Philologie an der Universität Tokio und unterrichtete Vergleichende Sprachwissenschaft und Lautlehre. 1895 heiratete er Murakami Tsuruko. Von 1919 bis 1926 war er zudem Leiter der Kōgakkan-Universität.
Als Mitglied des Wissenschaftsausschusses des japanischen Oberhauses (貴族院帝国学士院会員議員) gewann er als Berater für Fragen der Sprach- und Schriftreform zunehmend an Bedeutung. 1900 wurde auf sein Betreiben hin vom Kultusministerium die „Kommission zur Untersuchung der Landessprache“ eingerichtet. Im gleichen Jahr wurde das Fach Philologie umbenannt in Sprachwissenschaft (gengogaku). Gemeinsam mit seinem Schüler Shinmura gründete Ueda 1926 die „Japanische Gesellschaft für Phonetik“ (日本音声学会, Nihon oseigaku kyōkai). Ueda führte den Begriff „Standardsprache“ (hyōjungo) als Übersetzung für Paul Herrmanns „Gemeinsprache“ in Japan ein.

## Werke (Auswahl)
- 1895 Kokugo-ron (国語論, etwa „Abhandlung über die Landessprache“)
- 1895 Shin kokuji-ron (新国字論, etwa „Abhandlung über eine neue Schrift“)
- 1895 Nihongogaku no hongen (日本語学の本源, etwa „Ursprung der japanischen Sprachwissenschaft“)
- 1905 Fūtsūkyōiku no kiki (普通教育の危機, etwa „Die Krise der Allgemeinbildung“)
- 1915 Rōmaji-biki kokugo jiten (ローマ字びき國語辭典, etwa „Japanisch Wörterbücher angeordnet nach lateinischen Buchstaben“)